# Юань, Юаньлин
Юаньлинь Юань (англ. Yuanling Yuan, кит. упр. 袁元凌, пиньинь Yuán Yuánlíng; род. 3 июня 1994 года в Шанхае, КНР) — канадская шахматистка китайского происхождения, международный мастер среди женщин (2009).

## Биография
Приехала в Канаду, когда ей было пять лет. Играть в шахматы ее научил отец. В 2003 году семья переехала из Оттавы в Торонто. В 2003 году победила на юношеском чемпионате Канады по шахматам среди девушек в возрастной группе U10. В 2008 году была второй на Панамериканском чемпионате по шахматам среди женщин в Сан-Сальвадоре.
В 2015 году в Сочи дебютировала на чемпионате мира по шахматам среди женщин, где в первом туре проиграла Марии Музычук.
Представляла Канаду на пяти шахматных олимпиадах (2008—2016).